# Glyngøre
Glyngøre er en by på halvøen Salling med 1.371 indbyggere  (2025), beliggende ved Sallingsund 12 km syd for Nykøbing Mors (4 km i luftlinje), 12 km nordvest for Roslev, 6 km vest for Durup og 26 km nordvest for Skive. Byen hører til Skive Kommune og ligger i Region Midtjylland. I 1970-2006 hørte byen til Sallingsund Kommune, hvis rådhus lå i Durup. Glyngøre er Sallings næststørste by efter Skive.

## Sogn og kirke
Glyngøre hører til Glyngøre Sogn, og den romansk udseende Glyngøre Kirke ligger i byen. Den blev opført i 1919, hvor Glyngøre havde ca. 600 indbyggere. Samme år blev Glyngøre Sogn udskilt fra Nautrup Sogn og Vile Sogn som et kirkedistrikt, og i 1922 blev det et selvstændigt sogn.

## Seværdigheder
Sallingsund & Omegns Museumsforening holder til på Museumstorvet 7 i "Kulturstationen", som er den tidligere jernbanestation for Sallingbanen. Museet fungerer som egns- & kunstmuseum og har udstillinger om Glyngøres jernbane- og fiskerihistorie samt skiftende udstillinger.
Nordvest for kirken står en mindesten for lokale søfolk, der under 2. verdenskrig mistede livet på havet.
Halkhoved Plantage er plantet omkring år 1900 langs vandet nordøst for byen. Her er en af byens offentlige badestrande og afmærkede vandrestier.

## Faciliteter
- Glyngøre Skole underviser på 0.-6. klassetrin og har 12 ansatte.[2] Roslev Skole og Dueholmskolen i Nykøbing fungerer som overbygningsskoler.
- Glyngøre Vuggestue og Børnehave er en privat institution med 8 ansatte. Børnehaven har 3 aldersopdelte grupper.[3]
- Glyngøre Hallen blev indviet i 1976 og bruges bl.a. til håndbold, gymnastik, fodbold, tennis og badminton. Der er desuden 2 selskabslokaler. Som blandt andet husede klubmesteren i 94/95-sæsonen Henrik Blaabjerg.[4]
- Kassehuset er byens forsamlingshus, opført hvor Priess og Co havde det gamle kassehus, hvor fiskekasserne blev repareret. Huset bruges til borgerforeningens arrangementer og kan lejes ud til private fester. Glyngøre Borger- og Erhvervsforening arrangerer den første fredag i de fleste måneder "Kas Kafé", hvor 200-300 mennesker hører live musik i et par timer.
- Glyngøre Ældrecenter er opført i 1999 og har 26 boliger, heraf 6 demensplejeboliger og 1 midlertidig bolig. Boligstørrelsen er ca. 50 m².[5]
- Byen har SuperBrugs, bypark og 3 restauranter.

## Geografi
Glyngøre ligger i et typisk dansk fjordlandskab, som bærer istidens præg med stejle bakker og skrænter, dybe dale og vådområder. Fra disse sumpe rager Glyngøre ud i Limfjorden som en lang odde og danner byens strande.
Odden er omkranset af ret høje bakker, som er gennemskåret af dybe slugter. Mange steder ser man stadig sporene af de oprindelige lyngklædte områder og den sporadiske skovvækst. I skovene finder man skovsøer og moser, hvoraf Kattemose er den største.

## Historie
Glyngøre nævnes første gang i 1445. "Gly" betyder sump, og "øer" betyder gruset strandbred. Navnet Glyngøre betyder altså "den grusede strandbred ved sumpen".
I 1901 blev Glyngøre og dens omegn i Nautrup Sogn beskrevet således: "Navtrup med Mølle; Glynge med Kirke, Præstegd., Fattiggaard (opr. 1888, Pl. for 28 Lemmer) og Skole. Glyngøre, S. for Glyngøre Odde, med Dampfærgehavn (anlagt 1872, 1889 overtagen af Staten; Dybden 12 F.), Havn (8 F.), Endepunkt for Skive-Glyngøre Banen...Telegrafst., Skole og Gæstgiveri...Glynge Hede, Huse." Det lave målebordsblad fra 1900-tallet viser desuden fyrtårn, elværk og telefoncentral.
Glynge, der i dag kun er en håndfuld gårde i den nordlige ende af landsbyen Nautrup, var i 1901 sognets vigtigste landsby, som naturligt har lagt navn til odden i Limfjorden.
Vile Sogn og Sæby Sogn var annekser til Nautrup Sogn og havde altså ikke egen præst, men blev betjent af præsten i Glynge. Nautrup-Sæby-Vile pastorat blev grundlaget for Nautrup-Sæby-Vile sognekommune, der fungerede frem til kommunalreformen i 1970.
I 2022 blev Glyngøre landskendt, da mellem 15.000 og 20.000 mennesker besøgte byen for at hylde bysbarnet Jonas Vingegaard, vinder af Tour de France 2022.

### Færgefart
I århundreder var der færgefart mellem Pinen i Salling - 3 km syd for Glyngøre - og Plagen på Mors - 5 km syd for Nykøbing. I perioder var der overfart mellem Grynderup Strand - 3 km nordøst for Glyngøre - og Nykøbing. Men da dampfærgerne erstattede rofærgerne, var det Glyngøres lange odde, der gav bedst læ til et egentligt færgeleje.
I 1871 besluttede staten at anlægge færgehavn ved Glyngøre og anløbsbro ved havnen i Nykøbing. Nykøbing Kommune skulle drive færgeruten, som startede 20. november 1873 med dampfærgen "Sallingsund", bygget af B&W.
De gamle færgesteder Pinen og Plagen kom i brug igen 24. juli 1924, da "A/S Motorfolkets Færge" begyndte at sejle med bilfærger. I mellemtiden var der kommet jernbanefærge mellem Glyngøre og Nykøbing, men betingelserne for at få biler med disse færger var meget dårlige, så der var plads til konkurrence. Bilfærgeruten fik efterhånden 5 motorfærger - "Sallingsund", "Gammelør", "Legindbjerge", "Pinen" og "Plagen" - og sejlede indtil Sallingsundbroen blev indviet 30. maj 1978.

### Jernbanen
Glyngøre blev endestation for Sallingbanen, der blev indviet 15. maj 1884. Statsbanerne overtog færgeruten 1. april 1885. Der blev bygget nye færgelejer og en stor jernbanestation i Nykøbing. 1. oktober 1889 blev der åbnet en jernbanefærgerute mellem Glyngøre og Nykøbing, så der kunne sejles godsvogne til og fra Mors.
Før jernbanen kom til Glyngøre, lå der kun to fiskerhuse. Samtidig med åbningen af jernbanefærgeruten overtog staten vederlagsfrit fiskerihavnen. Stationsforstanderen i Glyngøre var også havnefoged. Den første halve snes år var de fleste huse i byen stadig relateret til jernbanen og færgeruten, bl.a. som funktionærboliger. Men banen åbnede for en bred opblomstring af erhvervslivet og deraf følgende befolkningstilvækst.
Persontrafikken på Sallingbanen blev indstillet 23. maj 1971. Godstrafikken fortsatte til 18. december 1979. Færgen til Nykøbing stoppede allerede 1. oktober 1977, altså inden Sallingsundbroens åbning. Havnen er i dag både fiskerihavn og lystbådehavn med ca. 100 bådpladser.
Salling Natursti er en cykel- og vandresti, belagt med stenmel og anlagt på banens tracé næsten hele vejen til Skive. På de 6 km Fra Glyngøre til Durup er stien en planetsti i målestoksforholdet 1:1 mia. med "Solen" placeret ved turistinformationen i Glyngøre og den yderste planet "Pluto" i Durup.

## Erhvervsliv

### Priess & Co
Den 14-årige Anders Martin Priess mistede i 1900 sin far og overtog - med sin mor Johanne som kompagnon - faderens beskedne fiskeeksportforretning, som han gjorde til en af landets største under navnet Priess & Co.
Sønnen Tage Priess blev ansat i forretningen i 1931, men arbejdede også i tyske og engelske firmaer. I 1937 kom han ind i "Limfjords-Østers-Kompagniet" i Nykøbing Mors. Her blev han direktør i 1944 og eneejer i 1962. Men allerede i 1939 havde han sammen med sin bror og sin svoger startet konservesfabrikken "Glyngøre Fiskeindustri". I 1944 startede han "Limfjords Muslingekompagniet", som i 1950 begyndte at lave dansk "kaviar" af stenbiderrogn.
Virksomhederne voksede stærkt og beskæftigede midt i 1960'erne over 500 medarbejdere. Det blev svært at skaffe arbejdskraft nok i Glyngøre, så der blev oprettet en rejepilleafdeling i Højslev og en fabrik i Thy. Der blev også oprettet en filial i Harreslev for at have foden indenfor på det tyske marked og senere Fællesmarkedet. Få år før sin død i 1980 overlod Tage Priess styret til sine tre sønner. Men nu blev det svære tider for dansk fiskeindustri, og sønnerne måtte sælge virksomhederne i henholdsvis 1987 og 1991.
Varemærket "Glyngøre" bruges stadig i detailhandelen og ejes nu af Royal Greenland. Den sidste produktion flyttede til Aalborg i 2013. Herfra flyttede den i 2019 til Cuxhaven i Tyskland.
LO's formand 2007-2015, Harald Børsting, startede som læredreng på Priess & Co, hvor han blev tillidsmand 1974-1980.

### Jamo
Et andet stort industrieventyr i Glyngøre var højtalerfabrikken Jamo. Navnet er dannet af forbogstaverne i JAkobsen og MOrtensen. Preben Jakobsen var uddannet snedker og havde arbejdet med elektronik som værnepligtig på Flyvestation Karup. Han lavede i starten kabinetter, men fra 1966 også hele højtalere. Han allierede sig i 1968 med sin svoger Julius Mortensen, der var sælger og uddannet på Glyngøre Fiskeindustri.
Jamo voksede stærkt og havde ved børsnoteringen i 1996 500 medarbejdere i Danmark. Fabrikken endte med at have 27.000 m2 under tag. I 2001, hvor Jamo var Europas største højtalerproducent, blev den solgt til en norsk kapitalfond, der flyttede hele produktionen til Kina.
Kapitalfondens planer slog fejl og konkursen truede, men Jamo blev i 2005 overtaget af det amerikanske Klipsch Audio. De store fabrikslokaler er i dag ramme om en lang række mindre virksomheder, bl.a. er Jamo Klipsch vendt tilbage til Glyngøre og har sin udviklingsafdeling i "Jamohuset".

### SKOV
SKOV, der producerer ventilationsanlæg og produktionsstyringssystemer til fjerkræ- og svinebesætninger, startede på en herregård, hvor brødrene Kristen og Kjeld Skov producerede kyllinger og lavede deres eget ventilationsanlæg. Det begyndte de at sælge kommercielt i 1966, og i 1979 flyttede ventilationsafdelingen med 8 medarbejdere ind på en ny fabrik i Glyngøre. Det er i dag en virksomhed med 450 ansatte og godt 16.000 m² under tag. I 2009 blev der oprettet et datterselskab i Thailand og siden en afdeling for softwareudvikling i Malaysia. En udvidelse i 2019 omfattede datterselskaber i Rusland, Kina og USA.